# Конрар, Валантен
Валанте́н Конра́р (фр. Valentin Conrart; родился в 1603 году, Париж, Франция — умер 13 сентября 1675 года, там же, Франция) — французский государственный деятель и языковед времён правления короля Людовика XIII, занимавший в 1627 году должность королевского секретаря по книгоиздательскому делу.

## Биография
Валантен Конрар был родом из кальвинистской буржуазной семьи, которая была вынуждена перебраться из Валансьена (до 1678 года — территория Нидерландов) во Францию, чтобы избежать гонений за веру со стороны герцога Альбы. В 1627 году Конрар приобрёл должность королевского секретаря по книгоиздательским делам, осуществляя связь между королевской властью и литераторами, благодаря чему был анноблирован. Вскоре, начиная с 1629 года, в его доме происходили еженедельные собрания (с участием Антуана Годо, Шаплена, Жана Ожье де Гомбо, Буаробера, Филиппа Обера, Клода Мальвиля, Никола Фаре, Демаре де Сен-Сорлена), из которых позднее, в 1634 году, образовалась будущая Французская академия, обязательным секретарём которой Конрар был вплоть до своей смерти (избран на кресло № 2). Сыграл видную роль в работе над уставом Академии, совместно с Жаном Шапленом участвовал в написании отзыва Академии о трагикомедии Корнеля «Сид».
Помимо того, Валантен вращался в светских кругах салона мадам де Рамбуйе и находился в дружеских отношениях с Мадлен де Скюдери.
Конрар считался авторитетом в области французского языка, но сам написал немного, чем и объясняется строка Николя Буало в первом из его стихотворных «Посланий»: «Подражаю Конрару с его осторожным молчаньем» (фр. J’imite de Conrart le silence prudent), ставшие во Франции поговоркой.
Кроме стихотворений (басни, застольные песни, псалмы) и писем (к Гёзу де Бальзаку, к протестантскому проповеднику Риве, к Эльзевиру) В. Конрар оставил «Мемуары по истории своего времени» (фр. Mémoires sur l’histoire de son temps, опубликованные в 1825), которые были доведены автором до 1652 года. Составленный Конраром сборник извлечений из современных ему писателей не был напечатан и хранится в Арсенальной библиотеке.
Несмотря на серьёзное давление властей, Валантен Конрар продолжал придерживаться умеренных протестантских воззрений, способствовал межконфессиональному диалогу, а также изданию за пределами Франции книг протестантских авторов (в том числе Филиппа дю Плесси-Морне).